# 大分市営陸上競技場
大分市営陸上競技場（おおいたしえいりくじょうきょうぎじょう）は、大分県大分市の津留運動公園にある陸上競技場。施設は大分市が所有し、株式会社スポーツジョイ、大分市陸上競技協会および株式会社グリーンフジタの3団体で構成される「大分リバースタジアム共同企業体」が指定管理者として運営管理を行っている。
2022年4月1日より、大分市に本社を置くジェイリース株式会社が命名権を取得し、「ジェイリーススタジアム」の通称を使用している（後述）。

## 概要
運営管理者の「大分リバースタジアム」の名前のとおり、大分川河口付近の右岸に位置する、日本陸上競技連盟第2種公認陸上競技場。1965年の昭和40年度全国高等学校総合体育大会と1966年の第21回国民体育大会の開催に向けて建設された。毎年2月に開催される「別府大分毎日マラソン」と10月末頃開催の「大分国際車いすマラソン大会」のフィニッシュ地点として知られる。
日本プロサッカーリーグ（Jリーグ）に加盟する大分トリニータは2001年に大分スポーツ公園総合競技場（現・クラサスドーム大分）が完成する前は本競技場をホームスタジアムとしており、1996年1月、当地で行われた全国地域サッカーリーグ決勝大会に進出し、当時決勝リーグ2位までに与えられるジャパンフットボールリーグ（旧JFL）の昇格権を獲得した他、1999年J2最終節でモンテディオ山形との、いわゆる「秋天の陽炎」といわれた死闘（3位に終り、当時2位までに与えられるJ1昇格権を失った）が行われた。大分スポーツ公園総合競技場完成後も本競技場を主催試合で併用していたが、2003年にJ1昇格を果たしてからは、J1の開催基準（椅子で15,000人以上、J2でも1万人以上収容の客席が必要）の問題上ホームスタジアムの指定から外された。その後は、大分開催の天皇杯公式戦やJサテライトリーグの試合会場として使用した時期もあった。
2019年、同年開催予定のラグビーワールドカップの試合会場の一つとして大分スポーツ公園総合競技場が使用される関係で、特例として使用が認められ、17年振りにトリニータのリーグ戦ホームゲーム2試合が9月に開催された。これに際し、大分市はロッカールームや照明設備などの改修を行った。
トリニータがJリーグ参戦する以前はそれ以外のチームの主管試合も行われているが、1996年8月14日に開催が予定されていたJリーグナビスコカップ予選「京都パープルサンガ - 柏レイソル」の試合が、台風12号の影響による暴風雨のため、Jリーグのリーグ戦・カップ戦を通して史上初めての開催中止となった。
Jリーグ以外では、JFL所属のヴェルスパ大分と、九州サッカーリーグ所属の日本製鉄大分サッカー部がホームスタジアムの一つとして使用している。

## 命名権
2022年2月25日に所有者の大分市が、同市に本社を置くジェイリース株式会社と同年4月1日から5年間ネーミングライツパートナーを締結し、「ジェイリーススタジアム」の通称がつけられた。尚、隣接する津留運動公園有料公園施設のネーミングライツも併せて導入し、自由広場は「ジェイリーススクエア」、テニスコートは「ジェイリーステニスコート」の通称が付けられた。

## 施設概要
- 収容人員：15,943人（メインスタンド4,443人、芝生スタンド11,500人）
  - 2019年のJリーグ開催時は芝生席が除外され、収容可能人員を「4,612人」と設定。ただし実際には芝生席エリアも「ホーム自由席」「ビジター自由席」として開放した[5]。
- ナイター照明設備：4基
- トラック：全天候型ウレタン舗装、9レーン（1周400m、直線100m）
- フィールド：天然芝
- Jリーグで使用する場合、得点掲示は電光板がないためバックスタンドに仮設のパネル板を設置していた。
  - 2019年のJリーグ開催時は移動式の映像装置が使用された(ギャラリー参照）。

## 交通
- 大分駅前6番のりば（大分バス本社前）から、大分バス ｢大洲運動公園行き｣ もしくは「大洲・岩田循環」に乗車し、「競技場前」停留所で下車。または同のりばから「鶴崎方面行き」で「舞鶴橋」下車、徒歩5分
- 大分駅よりタクシーで10分

## 改修構想
2024年12月29日付読売新聞は、大分トリニータの主要株主である貸会議室大手のティーケーピー (TKP) が大分市の中心部にサッカー専用スタジアムの整備を検討しており、その候補として当競技場を改修することを想定し、市などと協議に入る考えであると報じた。TKP社長の河野貴輝が読売新聞の取材に対して構想を明らかにしたもので、2028年以降に本競技場を1万5千人収容規模のサッカースタジアムへ改修することを念頭においており、改修費用は約30億円を想定しているという。

## ギャラリー

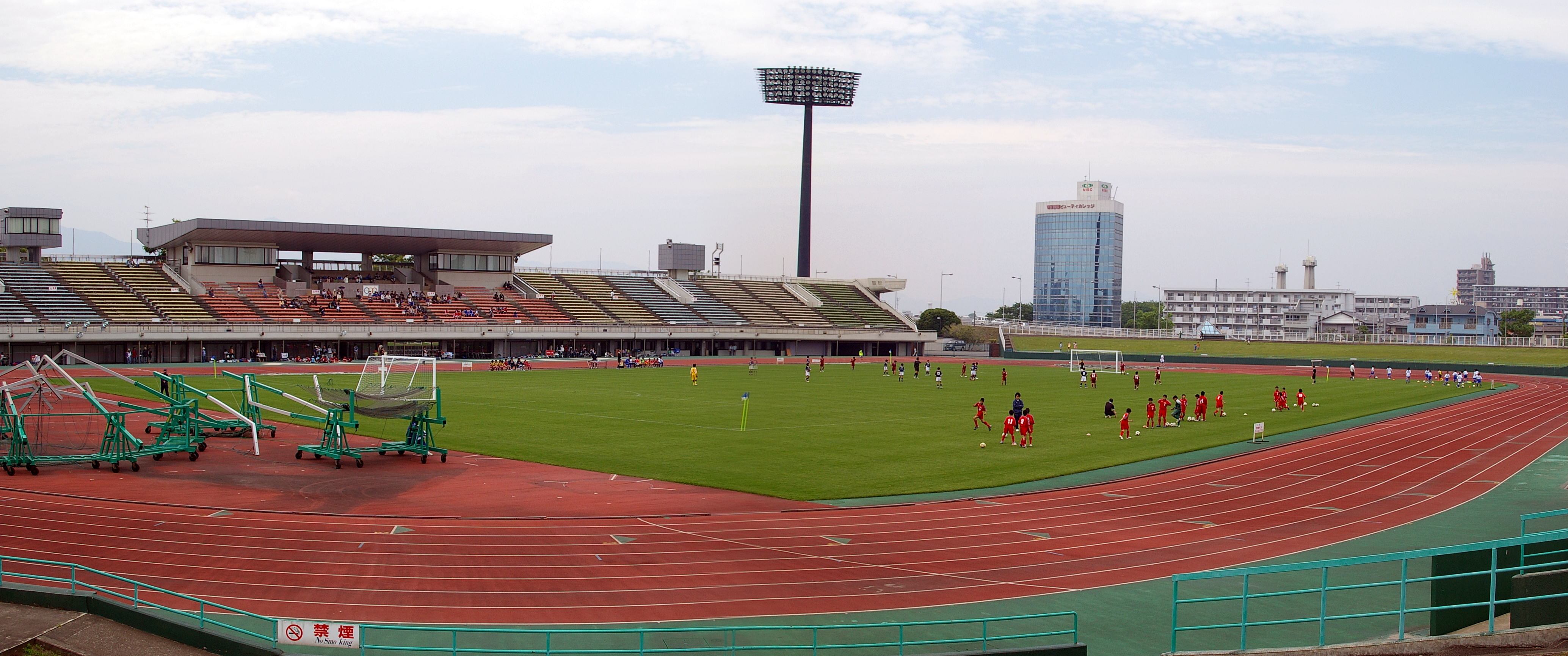
市営競技場全景
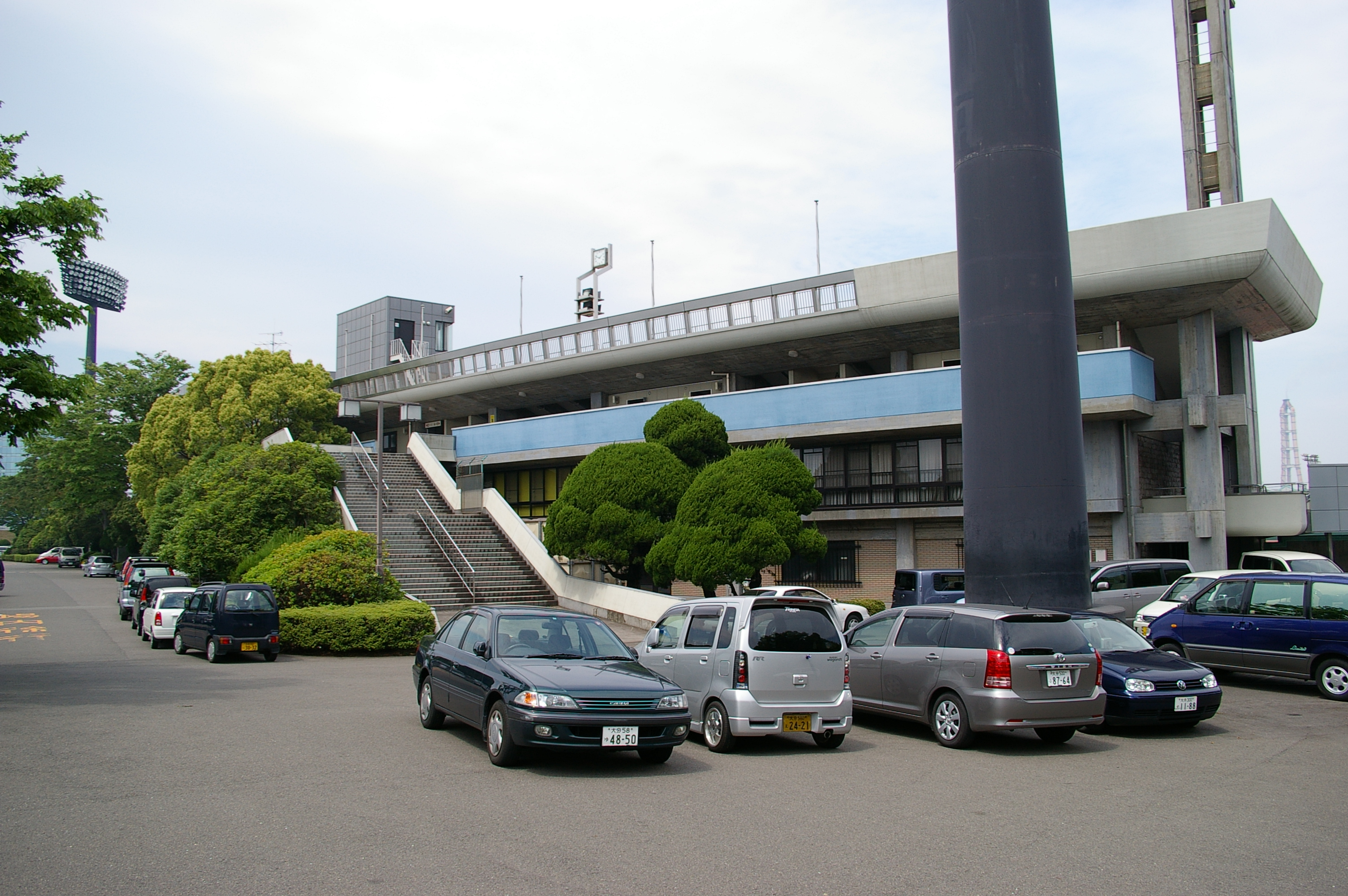
メインスタンド外観
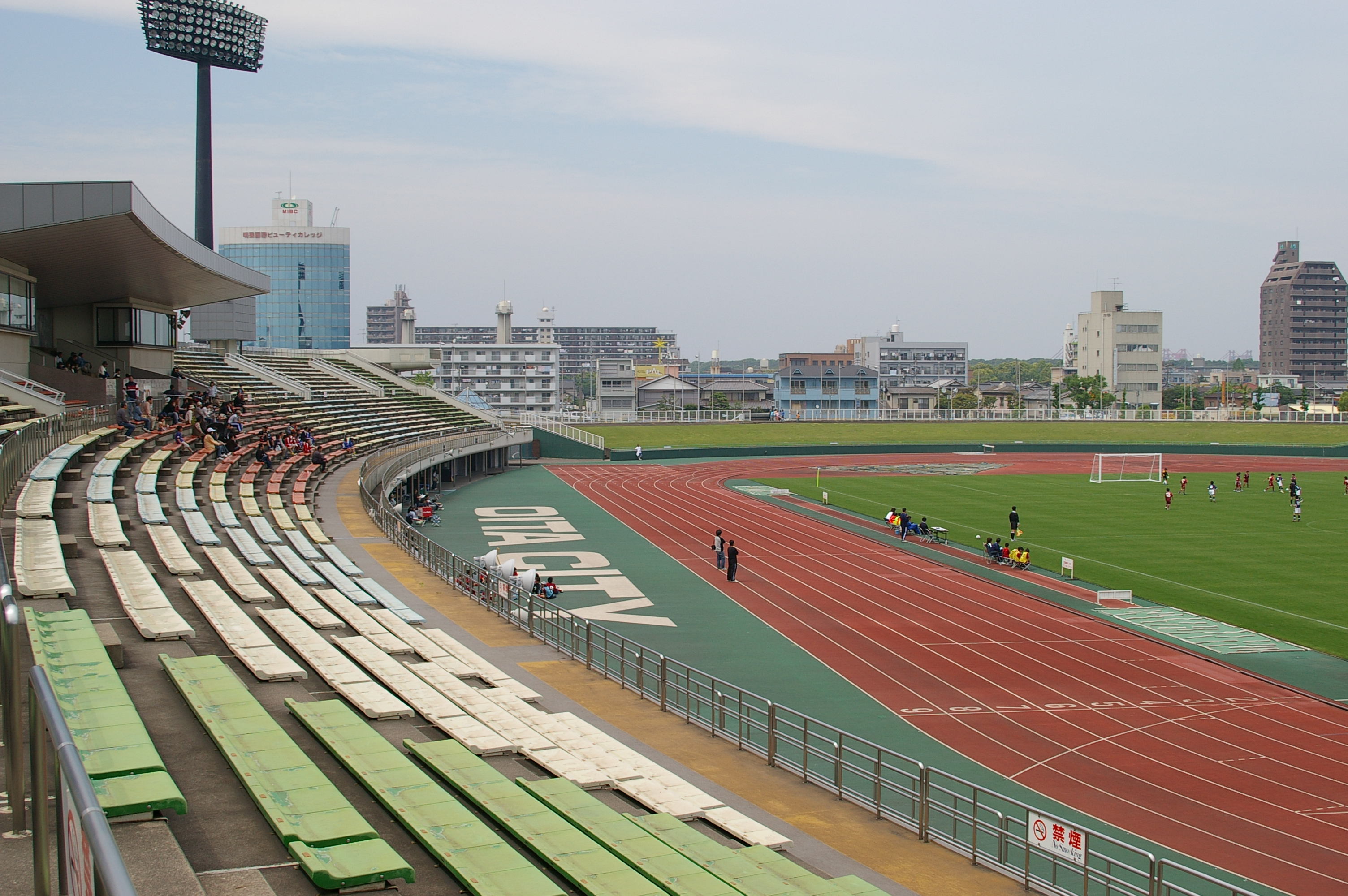
メインスタンド
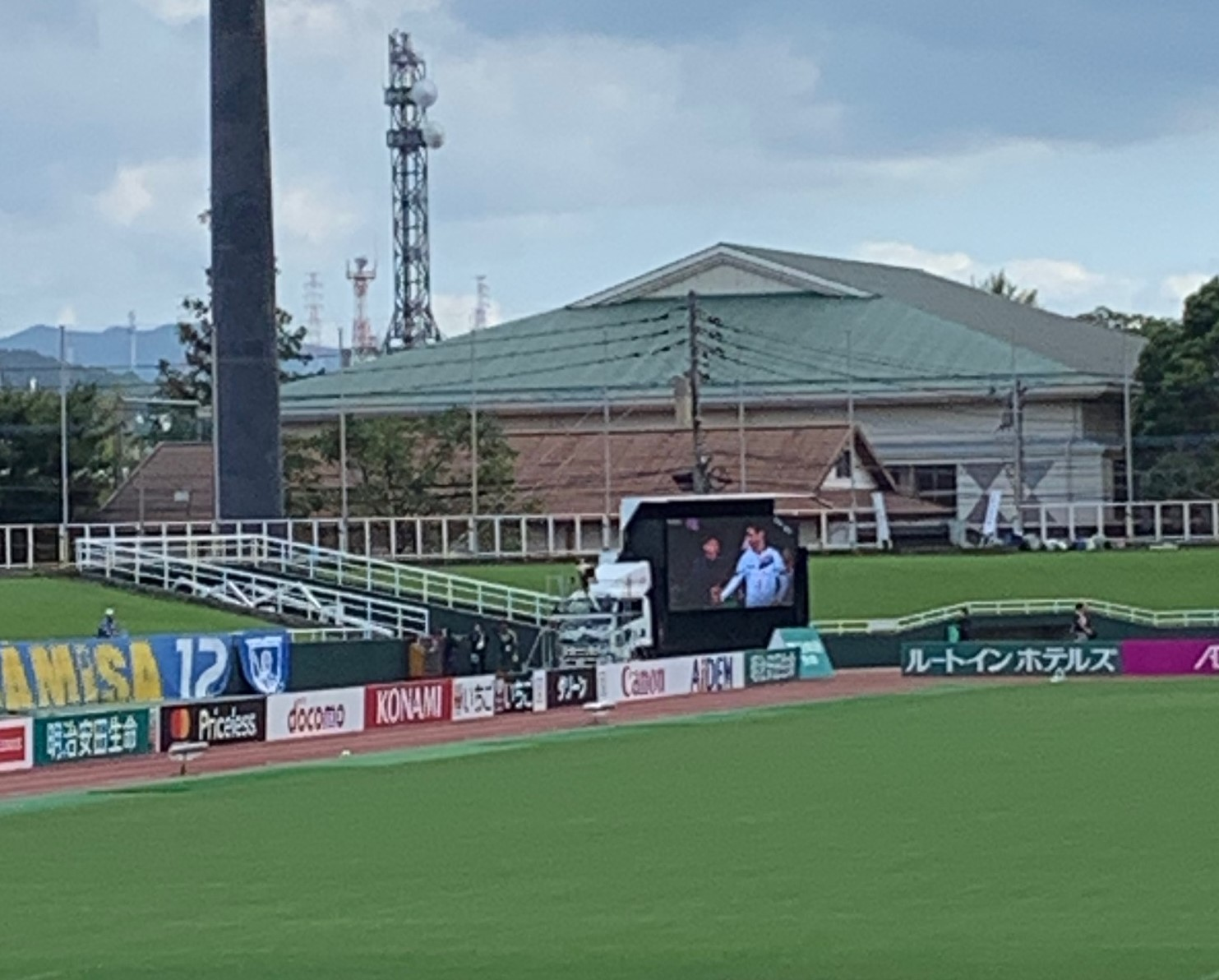
2019年のJリーグ開催時に設置された映像装置